# Балачица (Мехединци)
Балачица (рум. Bălăciţa) насеље је у Румунији у округу Мехединци у општини Балачица. Oпштина се налази на надморској висини од 266 m.

## Прошлост
Место је било спахилук српског милионера, трговца сољу "Капетана Мише" - Мише Анастасијевића. Купопродаја је извршена 1856. године за износ од 36.000 дуката.

## Становништво
Према подацима из 2002. године у насељу је живело 3555 становника.

### Попис2002.
| Расподела становништва по националности 2002.‍ | Расподела становништва по националности 2002.‍ | Расподела становништва по националности 2002.‍ | Расподела становништва по националности 2002.‍ | Расподела становништва по националности 2002.‍ |
| --------------------------------------------- | --------------------------------------------- | --------------------------------------------- | --------------------------------------------- | --------------------------------------------- |
|                                               |                                               |                                               |                                               |                                               |
| Румуни                                        | Румуни                                        |                                               | 3.317                                         | 93,3%                                         |
| Роми                                          | Роми                                          |                                               | 238                                           | 6,7%                                          |

### Хронологија
| Година       | 1992 | 1993 | 1994 | 1995 | 1996 | 1997 | 1998 | 1999 | 2000 | 2001 | 2002 | 2003 | 2004 | 2005 | 2006 | 2007 | 2008 | 2009 | 2010 | 2011 | 2012 | 2013 | 2014 | 2015 | 2016 | 2017 |
| ------------ | ---- | ---- | ---- | ---- | ---- | ---- | ---- | ---- | ---- | ---- | ---- | ---- | ---- | ---- | ---- | ---- | ---- | ---- | ---- | ---- | ---- | ---- | ---- | ---- | ---- | ---- |
| Становништво | 4091 | 3986 | 3886 | 3836 | 3817 | 3794 | 3784 | 3719 | 3674 | 3657 | 3593 | 3549 | 3453 | 3382 | 3313 | 3233 | 3162 | 3086 | 2995 | 2944 | 2891 | 2870 | 2817 | 2766 | 2759 | 2694 |